# Empis modesta
Empis modesta är en tvåvingeart som beskrevs av Johann Wilhelm Meigen 1838. Empis modesta ingår i släktet Empis och familjen dansflugor. Inga underarter finns listade i Catalogue of Life.